# Frittelle di mele
Le frittelle di mele sono un dolce diffuso in Europa e nel Nord America che si prepara immergendo delle fette di mela tagliate a fette o rondelle nella pastella e poi nell'olio bollente. Possono essere insaporite con ingredienti a piacere tra cui zucchero, cannella, alcolici (ad esempio vino bianco, rum o grappa) o frutta in conserva.

## Diffusione

### Germania
Nel Baden e nel Württemberg, in Germania, si preparano dei pancake alla mela che prendono il nome di Apfelküchle, da aromatizzare con la birra e accompagnare con la crema alla vaniglia o altri ingredienti dolci.

### Italia
Le frittelle di mele sono diffuse in molte regioni dell'Italia. Quelle emiliane contengono del pane raffermo cotto nel latte e ricordano le panàda. Nel Nord Italia le frittelle di mele fungono da ingrediente per preparare i fritti misti.

### Nord America
Gli apple fritters del Nord America hanno forma irregolare e sono rivestiti con una glassa a base di zucchero, latte ed estratto di vaniglia o ricoperti di zucchero in polvere.

### Paesi Bassi
Gli appelbeignet sono frittelle di mele olandesi che possono contenere la pasta di mandorle e sono tipiche di capodanno. In tale occasione vengono consumate assieme agli Oliebol.